# Район Ханаміґава
35°36′ пн. ш. 140°6′ сх. д. / 35.600° пн. ш. 140.100° сх. д.

Райо́н Ханаміґа́ва (яп. 花見川区, はなみがわく, МФА: [hanamʲigawa ku̥], «Ханаміґавський район») — район міста Тіба префектури Сайтама в Японії. Станом на 1 жовтня 2008 площа району становила 34,24 км². Станом на 1 січня 2009 населення району становило 180 865 осіб.